# 地球の魅力
『地球の魅力』（ちきゅうのみりょく）は、2006年7月に公開された日本映画。

## 概要
2006年7月に渋谷シネマ・アンジェリカで開催されたフィルムマーケット「ANGELICA+MPJ Short film market 2006」において公開。
その後、2006年10月、ハリウッドの映画祭「Chanoma Film Festival 2006」にて上映された。2010年にDVD化。

## あらすじ
環境汚染の影響で、人々は地球を離れ、火星への移住を進めていた。その最中、安田は念願のマイホームをあくまでも地球に建てることにこだわっていた。そんな安田に愛想をつかす家族。そこへ安田の夢をかなえるべく、環境汚染に対応した画期的なマイホームプランを持った建築会社の二人が現れる。しかしそれは、安田の描いていた理想の住まいとはかけ離れており、どんどん意気消沈していく。だが逆に家族は、次第に興味を持ち始める。家族との軋轢（あつれき）の中で、苦悩する安田の姿を滑稽に描いたコメディ。

## キャスト
- 杉本哲太
- 板尾創路
- 星ようこ
- 寉岡萌希
- 久保田芳之
- 久保田優輔

## スタッフ
- 脚本・監督：梶田征則
- プロデューサー：浅野博貴、小村幸司
- 撮影：三本木久城
- 音楽：牧野将子
- 美術：松尾文子
- 照明：高橋哲也
- 録音：小林徹哉
- メイク：村中サチエ
- 衣裳：沢柳陽子